# Carcass
Carcass (engl.: Kadaver) ist eine englische Grindcore-/Death-Metal-Band aus Liverpool.

## Geschichte

### Anfänge ab 1985
Die Band wurde 1985 von Bill Steer und Ken Owen unter dem Namen Disattack gegründet. Die ersten zwei Jahre spielte die Band in wechselnden Besetzungen Hardcore Punk im Stil von Discharge. Nachdem Jeff Walker Anfang 1987 bei den Electro Hippies gefeuert wurde, holte ihn Bill Steer in die Band, die kurz darauf ihren Namen in Carcass änderte. Im Sommer 1987 kam es zu einem Wechsel in der Besetzung; sämtliche Mitglieder außer Steer und Walker verließen die Band, und der Schlagzeuger Ken Owen kehrte zurück. Kurz darauf warb die Band den Sänger Sanjiv an und spielte das erste Demo Flesh Ripping Sonic Torment ein. Kurz darauf verließ Sanjiv die Band wieder und Walker und Steer übernahmen den Gesang. Das Demo erregte die Aufmerksamkeit von Digby Pearson, der Carcass einen Plattenvertrag bei seinem Label Earache Records anbot. Das Debütalbum Reek of Putrefaction erschien im Juni 1988 und weckte das Interesse des BBC-Radiomoderators John Peel, der dem Album in seiner Radiosendung unerwartet viel Airplay gab und es in der Zeitung The Observer zu seiner persönlichen Platte des Jahres 1988 erklärte. Besonders das Plattencover, das eine Collage aus Autopsiefotos zeigt, und die Texte voller medizinischer Fachbegriffe hatten es Peel angetan. Nach einem Jahr und diversen Tourneen erschien das zweite Album, Symphonies of Sickness.
1989 hatte Carcass einen Gastauftritt in der Serie Red Dwarf. Walker und Steer treten als Teil der Band Smeg and the Heads auf.

### Durchbruch 1991–1994

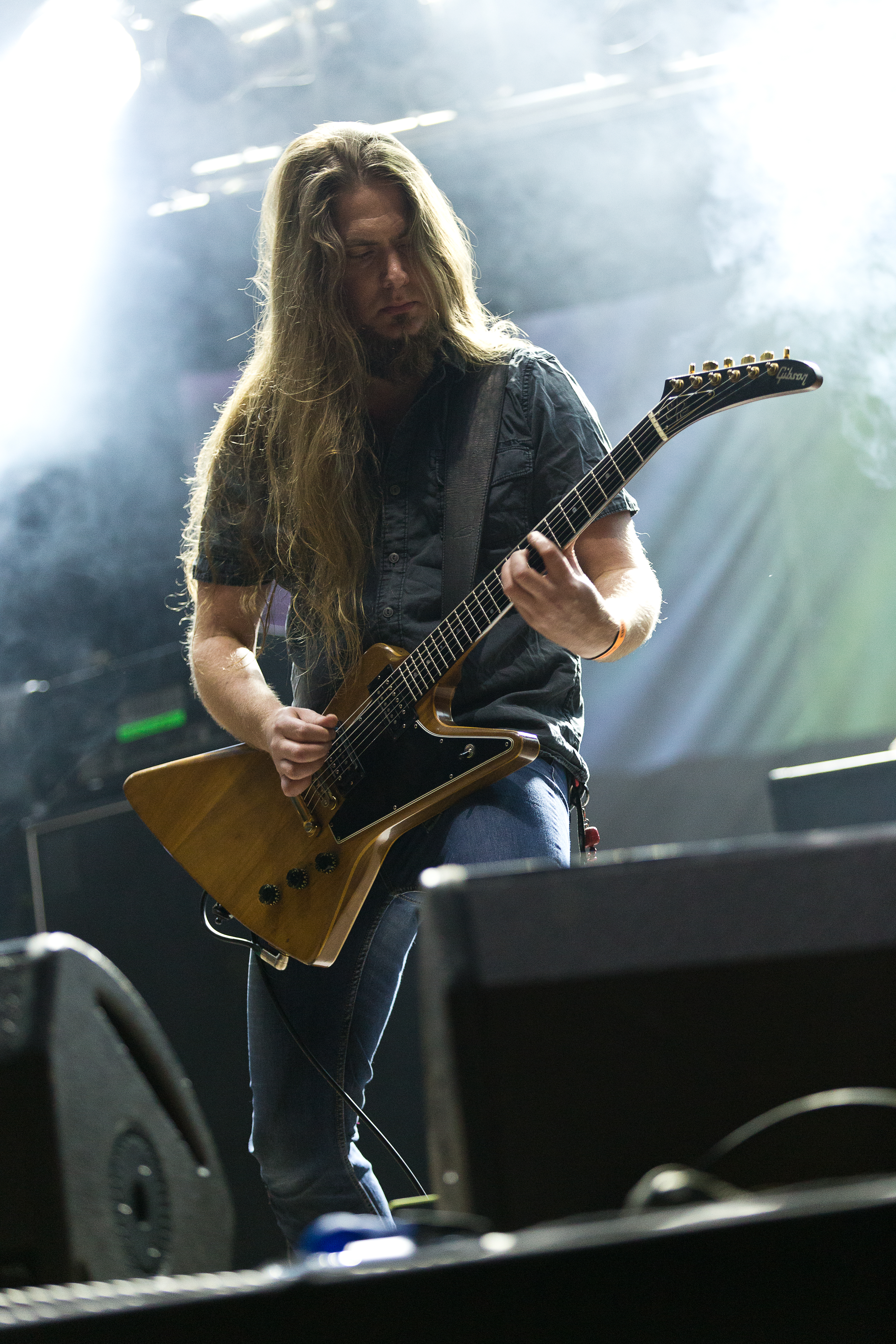
Ben Ash auf dem Party.San

Mit dem dritten Longplayer, Necroticism – Descanting the Insalubrious, der 1991 erschien, änderte Carcass den Stil noch weiter weg vom reinen Grindcore. Man ließ sehr deutliche Death-Metal-Einflüsse zu und wurde technischer, aber auch melodischer. Im April 1990 war die Gruppe durch einen zweiten Gitarristen, Michael Amott (ehemals Carnage) aus Schweden, erweitert worden, der allerdings bei Necroticism nur bei wenigen Songs mitschrieb, da das Songwriting für die Platte zu diesem Zeitpunkt schon weit fortgeschritten war. Es folgte die Gods-of-Grind-Tour mit den Labelkollegen Entombed, Cathedral und Confessor.
Im Sommer 1992 wurde die EP Tools of the Trade veröffentlicht, die Songs enthielt, die während der Necroticism-Aufnahmen eingespielt wurden.
1993 spielte die Band u. a. auf den Full-of-Hate-Osterfestivals mit Death, Cannibal Corpse, Tiamat und Gorefest. Im selben Jahr präsentierte die Band das populärste Album Heartwork, das nun auch klassische Heavy-Metal-Elemente enthielt und sich textlich ein wenig von den ehemaligen Gemetzel-Texten entfernte. Damit verlor Carcass einen großen Teil der alten Fangemeinde, gewann aber einen umso größeren Teil neuer Begeisterter hinzu. Heartwork brachte der Band den Durchbruch in der Metal-Szene (Number 54 in den UK-Album-Charts). Der kommerzielle Erfolg dieses Albums verhalf Carcass schließlich zu einem Deal mit dem Major-Plattenlabel Columbia Records, bei dem auch Napalm Death zur selben Zeit unter Vertrag genommen wurden. Das Cover von Heartwork stammt vom Schweizer Künstler HR Giger.
Michael Amott beschloss kurz vor der großen US-Tour mit Morbid Angel und Stabbing Westward, nicht weiter für Carcass zu spielen und wurde auf der Tour durch einen Roadie ersetzt. Er hob später die Bands Spiritual Beggars und Arch Enemy aus der Taufe.

### Major-Vertrag und Auflösung 1994–1999
Etwa zeitgleich mit dem Einstieg von Carlos Regadas, der nun die zweite Gitarre übernahm und schon länger ein Freund der Band war, wechselten Carcass von Earache Records zu Columbia Records, um sich noch besser weiterentwickeln zu können. Doch das neue Label lehnt das eingespielte Material für das nächste Album ab. Nach dem erneuten Abmischen der Songs war Steer nicht zufrieden und protestierte. Doch das Label drohte mit Blockade.
Verärgert veröffentlichte die Band das Album 1996 unter dem Namen Swansong bei dem ehemaligen Label Earache. Der Stil des Tonträgers ist im groovigen Midtempo gehalten und kann am ehesten dem Melodic Death Metal zugeordnet werden. Kurz zuvor (1995) löste sich die Band jedoch auf, da Gitarrist Bill Steer wegen „internen Schwierigkeiten“ zwischen den Mitgliedern ausgestiegen war.
Earache veröffentlichte 1996 den Sampler und die DVD (2001) Wake Up & Smell the Carcass, die jeweils Aufnahmen von Tools of Trade und Heartwork, sowie bislang unveröffentlichtes Material (u. a. fünf Nummern, die ursprünglich für Swansong eingeplant waren) enthalten.

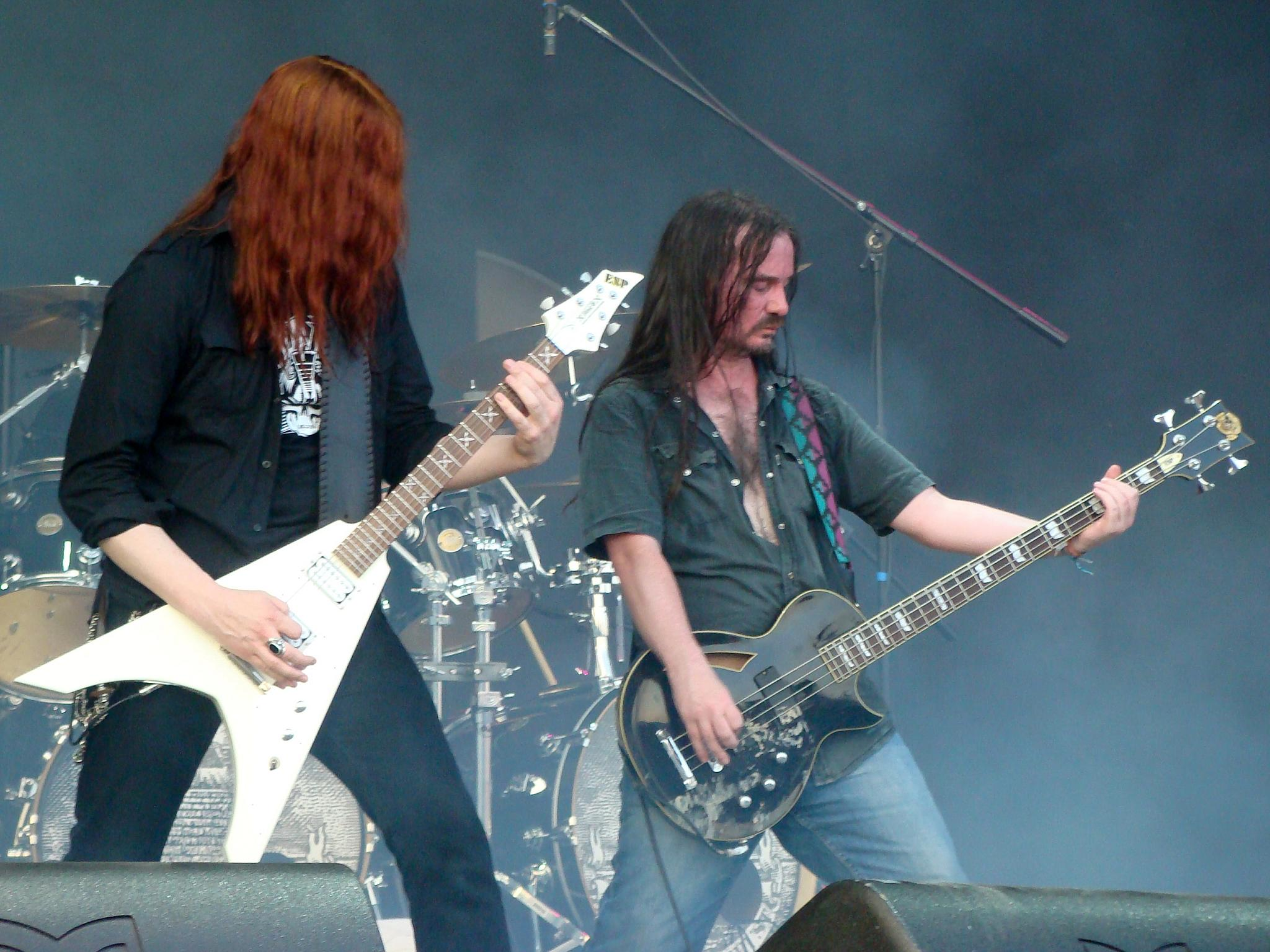
Michael Amott und Jeff Walker

Ken Owen, der die Musikwelt mit seinem außergewöhnlichen Schlagzeugstil bereicherte und immer noch viele Musiker beeinflusst, erlitt 1999 eine schwere Hirnblutung und lag zehn Monate lang im Koma. Mittlerweile ist er auf dem Weg der Besserung und spielt sogar wieder ein bisschen Schlagzeug.

### Gegenwart
2006 veröffentlichte Jeff Walker unter dem Namen Jeff Walker und Die Flüffers: das Soloalbum Welcome to Carcass Cuntry, auf dem er Johnny Cash, Hank Williams und andere Country-Musiker covert. Hinter den Flüffers verstecken sich neben alten Bandkollegen wie Bill Steer und Ken Owen auch fast alle Amorphis-Mitglieder, Faith No Mores Billy Gould und HIMs Ville Valo.
In einem Interview im Juni 2006 sprach Jeff Walker über die Möglichkeit einer Reunion von Carcass. Ob Steer mit dabei sein würde, war zunächst nicht sicher. Am 5. Oktober 2007 wurde die wiedervereinigte Band offiziell für das Wacken Open Air 2008 bestätigt. Beim Wacken Open Air 2008 trat Ken Owen trotz seiner schweren Krankheit mit einem kleinen Drumsolo auf.
Ende 2012 wurde bekannt, dass die Band an neuem Material arbeitet. Des Weiteren traten Carcass wieder live auf, u. a. in London und ab April 2013 in einigen Städten Südamerikas. Von der ursprünglichen Besetzung vor der ersten Auflösung gehören seit Ende 2012 Gitarrist Bill Steer und Bassist und Sänger Jeff Walker zur Band, neu hinzu kamen der Gitarrist Ben Ash und der Schlagzeuger Dan Wilding von Trigger the Bloodshed. Das Comeback-Album Surgical Steel erschien am 13. September 2013 bei Nuclear Blast.
Im März 2018 ging die Band erneut auf Tour und hatte dabei Tom Draper (Pounder, Primitai, Ex-Angel Witch) an der Gitarre. Kurz nach Tourbeginn erklärte der ausgeschiedene Ben Ash, dass er die Band aus privaten Gründen verlassen habe.

## Texte

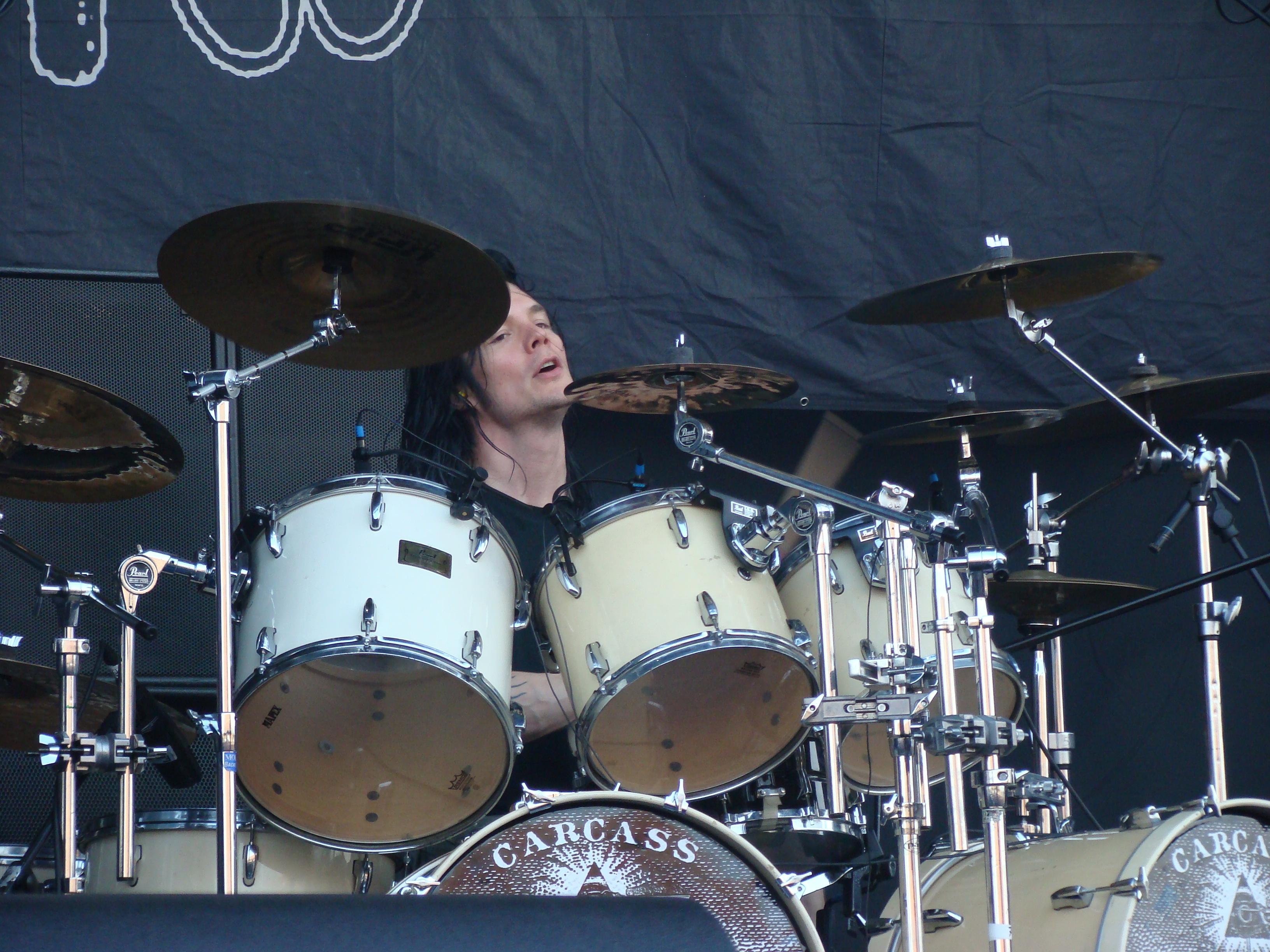
Drummer Daniel Erlandsson

Auf den ersten drei Alben thematisierten Carcass bizarre Kombinationen von medizinischen Instrumenten und Chemikalien mit der Humanmedizin:
„Oozing chyme reeks as your duodenum is hacked
Secreting gastric juices, enzymes melt your faecal tract
Torn major arteries, your corpse with blood is drenched
Your mouth is ripped inside-out as your oesophagus is wrenched“
(aus: Maggot Colony vom Album Reek of Putrefaction)
Übersetzung:
„Triefender Brei stinkt, weil dein Zwölffingerdarm zerhackt ist,
er sondert Magensäfte ab; Enzyme schmelzen deinen Fäkaltrakt,
wegen der zerfetzten Hauptschlagader ist deine Leiche mit Blut durchnässt,
dein Mund ist aufgerissen, da deine Speiseröhre herausgezogen wurde.“
Das Thema wurde mit der Zeit aber von sozialkritischen Themen verdrängt. Es wurde häufig vermutet, dass das Splatter-Thema und -Artwork sich eigentlich gegen den Fleischkonsum richtete, da alle Mitglieder Vegetarier (Bill Steer und Jeff Walker sogar Veganer) waren. In einem Interview mit dem deutschen Rock-Hard-Magazin bestreitet die Band dies jedoch:

„Die ganzen Fachbegriffe kommen aus dem Lexikon und passen unserer Meinung nach gut zur Musik, sollen aber auch nicht davon ablenken. Wir haben auch keine Messages. Irgendwer hat uns mal gefragt, ob wir diese brutalen Texte schreiben, weil wir Vegetarier sind, quasi zur Abschreckung. Das ist genauso blödsinnig.“

Walker bezeichnete die Texte in dem Interview auch als „so abgehoben und überzogen, dass man sie als gesunder Mensch eigentlich nicht ernstnehmen kann.“ Allerdings gibt es später durchaus einen Wandel von Medizin-/Splatter-Texten hin zu sozialkritischem Songwriting, etwa bei Don't Believe a Word vom Swansong-Album. Darin wird auf die Manipulations- und Fehlinformationstendenz der Massenmedien hingewiesen.
„You should never take too literally what you read,
Misinformation, distortion, make belief,
Fabrications, half truth implied,
Misquotations, out of context and lies,
Lies - You believe them all,
Lies - You swallow them whole,
Lies - Half truths misinformation and...
Lies - You believe them all!“
Übersetzung:
„Man sollte nie zu wörtlich nehmen was man liest,
Fehlinformation, Verzerrung, Vorspiegelung,
Lügenmärchen, in denen Halbwahrheiten stecken,
Falsche Zitate ohne Zusammenhang und Lügen,
Lügen - ihr glaubt sie alle,
Lügen - ihr schluckt sie ganz,
Lügen - Halbwahrheiten, Fehlinformationen und...
Lügen - ihr glaubt sie alle!“

## Diskografie

### Studioalben
- 1988: Reek of Putrefaction
- 1989: Symphonies of Sickness
- 1991: Necroticism – Descanting the Insalubrious
- 1993: Heartwork
- 1996: Swansong
- 2013: Surgical Steel
- 2021: Torn Arteries

### Demos und EPs
- 1987: Flesh Ripping Sonic Torment
- 1989: The Peel Sessions
- 1992: Tools of the Trade
- 1994: The Heartwork EP
- 2014: Surgical Remission / Surplus Steel
- 2020: Despicable EP

### Kompilationen
- 1996: Wake Up and Smell the... Carcass
- 1998: Best of Carcass
- 2004: Choice Cuts